# 利德克冰流
利德克冰流（英語：Lidke Ice Stream），是南極洲的冰流，位於帕爾默地，全長50公里，最終在本克特山以東注入斯唐厄峽灣，美國地質調查局根據測量和美國海軍拍攝的空中照片繪入地圖，現時由南極條約體系管理。